# Semysmauchenius antillanca
Semysmauchenius antillanca is een spinnensoort uit de familie Mecysmaucheniidae. De soort komt voor in Chili.